# Johan de Meij
Johannes (Johan) Abraham de Meij (Voorburg, 23 november 1953) is een Nederlands componist, dirigent, eufoniumspeler en trombonist.

## Levensloop
De Meij studeerde pedagogiek en voltooide deze studie met het diploma. Zijn muzikale carrière begon als trombonist toen hij vijftien jaar oud was bij de Harmonie Forum Hadriani te Voorburg. Aansluitend was hij jarenlang lid van Hofstads Jeugdorkest. In deze tijd was hij een leerling van Anne Bijlsma sr. en Piet van Dijk voor trombone en eufonium. In 1976 ging hij in militaire dienst en maakte hij deel uit van het fanfareorkest Trompetterkorps der Cavalerie in Amersfoort. Na de militaire dienst in mei 1977 werd hij eufoniumspeler bij de Amsterdamse Politiekapel, toen onder leiding van Karel Kokelaar.
Vanaf 1978 studeerde De Meij aan het Koninklijk Conservatorium in Den Haag trombone bij Arthur Moore (solo-trombonist van het Residentie Orkest) en directie van harmonie- en fanfareorkesten bij Rocus van Yperen en vanaf 1979 bij Jan van Ossenbruggen.
De Meij speelde een belangrijke rol bij het professioneel Haags Koper Ensemble, met blazers uit het Radio Filharmonisch Orkest, het Utrechts Symfonie Orkest en het Residentie Orkest. Dit ensemble gaf landelijke concerten en was regelmatig op de radio te beluisteren. Voor dit ensemble verrichtte hij niet alleen administratief werk, maar schreef hij ook speciale arrangementen en een compositie.
De arrangementen die De Meij maakte voor harmonie- en fanfareorkesten werden reeds spoedig niet alleen bij de Amsterdamse Politiekapel uitgevoerd, maar ook bij vele orkesten in binnen- en buitenland. Hij kreeg contact met De Haske, een bekende muziek-uitgeverij en kreeg diverse opdrachten om voor harmonie- en fanfareorkesten te arrangeren. Zijn eerste symfonie The Lord of the Rings voor symfonisch blaasorkest ging in première bij het Groot Harmonieorkest van de Belgische Gidsen onder leiding van Norbert Nozy. Het werd daarna populair dankzij de cd waarop het werk door de Koninklijke Militaire Kapel onder leiding van Pierre Kuijpers gespeeld wordt. De symfonie, gebaseerd op motieven uit de gelijknamige roman van J.R.R. Tolkien, werd 1989 met de gerenommeerde Amerikaanse Sudler Composition Award onderscheiden. Op 25 november 2007 ontving De Meij de tweejaarlijkse Prijs Nederlandse Blaasmuziek.
Voor de uitgave van zijn eigen composities richtte De Meij een eigen uitgeverij op.
In 2015 componeerde De Meij ter gelegenheid van het 200-jarig bestaan van het Nederlandse parlement (Eerste Kamer en Tweede Kamer) de Hymne voor de Staten-Generaal. Deze werd voor het eerst ten gehore gebracht door het Ensemble Residentie Orkest tijdens een bijzondere Verenigde Vergadering op 16 oktober 2015 in de Ridderzaal in Den Haag in aanwezigheid van koning Willem-Alexander ter viering van dit jubileum. De hymne is sindsdien jaarlijks opnieuw te horen aan het slot van de Verenigde Vergadering op Prinsjesdag.
Aan hem is de Buma Classical Award 2016 toegekend.

## Composities (selectie)

### Werken voor harmonieorkest

#### Symfonieën
- 1984-1988 Symfonie nr. 1 "The Lord of the Rings", voor harmonieorkest
- 1993 Symfonie nr. 2 "The Big Apple" (A New York Symphony), voor harmonieorkest
- 2006 Symfonie nr. 3 "Planet Earth"
  1. Lonely Planet[1]
  2. Planet Earth[2]
  3. Mother Earth[3]
- 2013 Symfonie nr. 4 - Symphonie der Lieder, voor zangstem, kinderkoor en harmonieorkest
- 2019 Symfonie nr. 5 - Return to Middle Earth, voor sopraan, gemengd koor en harmonieorkest[4]

#### Concerten voor instrumenten en harmonieorkest
- 1996 T-Bone Concerto voor trombone en harmonieorkest
  1. Rare[5]
  2. Medium
  3. Well done
- 2000 Casanova voor cello solo en symfonisch blaasorkest
  1. Prologo – Il Tema di Messer Grande
  2. Cadenza – Atol di Presentazione
  3. La Vita a Corte
  4. L'Arresto di Casanova
  5. Reminiscenze
  6. L'Evasione dai Piombi
  7. M.M. e C.C.
  8. Finale e Stretto: Il Trionfo dell'Amore

#### Andere werken voor harmonieorkest
- 1988 Loch Ness - A Scottish Fantasy, voor harmonieorkest
- 1989 Aquarium opus 5
  1. Allegretto grazioso (Neon Tetra, Electric Eel and Angelfish)
  2. Andante / Adagio (Sea Horse and Zebrafish)
  3. Finale: Allegro giocoso (Guppy & Co.)
- 1990 Pentagram, voor fanfareorkest
  1. Introduction
  2. Capriccio
  3. Song without words
  4. Alla Marcia
  5. Finale
- 1995 Polish Christmas Music - Part 1 - gebaseerd op de Poolse kerstliederen: Poklon Jezusowi; Mizerna, cicha; Aniol pasterzom mówil; Gdy sliczna Panna and Jam jest dudka
- 1996 Madurodam, miniatuursuite voor harmonieorkest[6]
  1. Reveille
  2. Soldaatjes
  3. Binnenhof / Buitenhof
  4. Molentjes
  5. Intermezzo / Nocturne
  6. Westerkerk
  7. Muiderslot
  8. "Grande" Finale
- 1997 Continental Overture[7]
- 1998 La Quintessenza
  1. Introduzione
  2. Capriccio
  3. Arioso
  4. Alla Marcia
- 2002 The Venetian Collection
  1. Voice of Space (La Voix des Airs)
  2. The Red Tower (La Torre Rossa)
  3. Magic Garden (Zaubergarten)
  4. Empire of Light (L'Empire des Lumières)
- 2002 The Wind in the Willows
  1. The River
  2. Ratty and Mole
  3. Mister Toad
  4. The Return of Ulysses
- 2004 Klezmer Classics for wind orchestra
  1. Mazltov
  2. Dem Trisker Rebn’s Nign
  3. Lomir Sich Iberbetn
  4. Chosidl
  5. Ma Yofus
- 2005 Extreme Make-over[8][9][10]
- 2008 Dutch Masters Suite
  1. Nachtwacht – Rembrandt van Rijn[11]
  2. De Liefdesbrief – Johannes Vermeer[12]
  3. Prinsjesdag – Jan Steen[13]
- 2012 Extreme Beethoven - Metamorphoses on Themes by Ludwig van Beethoven - Verplicht werk tijdens het 16e Wereld Muziek Concours Kerkrade in 2013 in de sectie harmonieorkesten 1e divisie[14]
- 2015 Hymne voor de Staten-Generaal[15].